# ام‌تی مسترا
ام‌تی مسترا (به انگلیسی: MT Mastera) یک کشتی است که طول آن  و ارتفاع آن ۵۳٫۱ متر (۱۷۴ فوت) می‌باشد. این کشتی در سال ۲۰۰۳ ساخته شد.